# Pneophyllum extensum
Pneophyllum extensum V.Krishnamurthy & Jayagopal, 1987 é o nome botânico de uma espécie de algas vermelhas pluricelulares do gênero Pneophyllum, família Corallinaceae, subfamília Mastophoroideae.
- São algas marinhas encontradas na Índia.

## Sinonímia
- Não apresenta sinônimos.